# Stoupavost plachetnic
Stoupavost  v jachtařském názvosloví označuje úhel, pod kterým je plachetnice schopna jet proti větru. Každá plachetnice má stoupavost jinou, to závisí na tvaru, typu, trimu a nastavení plachet (hlavně kosatky), a pak také na tvaru lodi samotné. Stoupavost závodní plachetnice se může pohybovat přibližně od 45° až do 20° od směru větru.

## Stoupavost v praxi
Plachetnice jezdí na zdánlivý vítr, takže čím rychleji jede, tím více se vítr stáčí proti ní a tím méně může jet proti větru – stoupat. Vliv na stoupavost lodi má splouvání – loď je větrem po vodě snášena. S přibývající rychlostí se ale splouvání zmenšuje díky zvětšování účinnosti ploutve lodi a kormidla, které mají, mimo jiné, za úkol splouvání omezovat. Ve výsledku je tedy rozdíl minimální.
Termín přeostření znamená, že loď jede více proti větru, než by měla, takže začne zpomalovat a začne se jí klepat plachta. V závodním jachtingu se ale přeostřování někdy uplatňuje, například když se blíží bóje a je třeba hodně stoupat, i za cenu zpomalení.